# Egidemia inflata
Egidemia inflata är en insektsart som beskrevs av Young 1968. Egidemia inflata ingår i släktet Egidemia och familjen dvärgstritar. Inga underarter finns listade i Catalogue of Life.